# Çingiz Mustafayev (Journalist)
Çingiz Fuad oğlu Mustafayev (russisch Чингиз Мустафаев/Tschingis Mustafajew; * 29. August 1960; † 15. Juli 1992 in Naxçıvanik, Rajon Ağdam) war ein aserbaidschanischer Journalist, der postum zum „Nationalhelden“ Aserbaidschans ernannt wurde. Ohne journalistische Ausbildung erstellte er eine Videodokumentation der Anfangsphase des Bergkarabachkrieges, in dessen Verlauf er ums Leben kam.

## Massaker von Chodschali
Çingiz Mustafayev filmte während der Kampfhandlungen Teile des umstrittenen  Massakers von Chodschali, bei dem eine nicht abschließend geklärte Zahl von Zivillisten und Soldaten unter teils unklaren Umständen  ums Leben kam, obwohl Armenien laut übereinstimmenden Informationen sowohl der armenischen Streitkräfte als auch des aserbaidschanischen Bürgermeisters einen humanitären Korridor eingerichtet hatte. Laut der armenischen Seite wurden die Zivillisten durch aserbaidschanische Soldaten am Verlassen der Stadt gehindert, in der bei Angriffen auf Stepanakert eingesetzte Waffen gelagert wurden; dementsprechend berichtete  das Komitee zum Schutz von Journalisten (CPJ), dass Mustafayev auf ungeklärte Weise ermordet wurde beim Versuch, Informationen zu dokumentieren, denen zufolge der armenische Angriff auf Chodschali auf eine Provokation der aserbaidschanischen Nationalfront zurückzuführen sei, welche dazu gedacht war, den Rücktritt des damaligen aserbaidschanischen Präsidenten Ayaz Mütəllibov zu erzwingen.

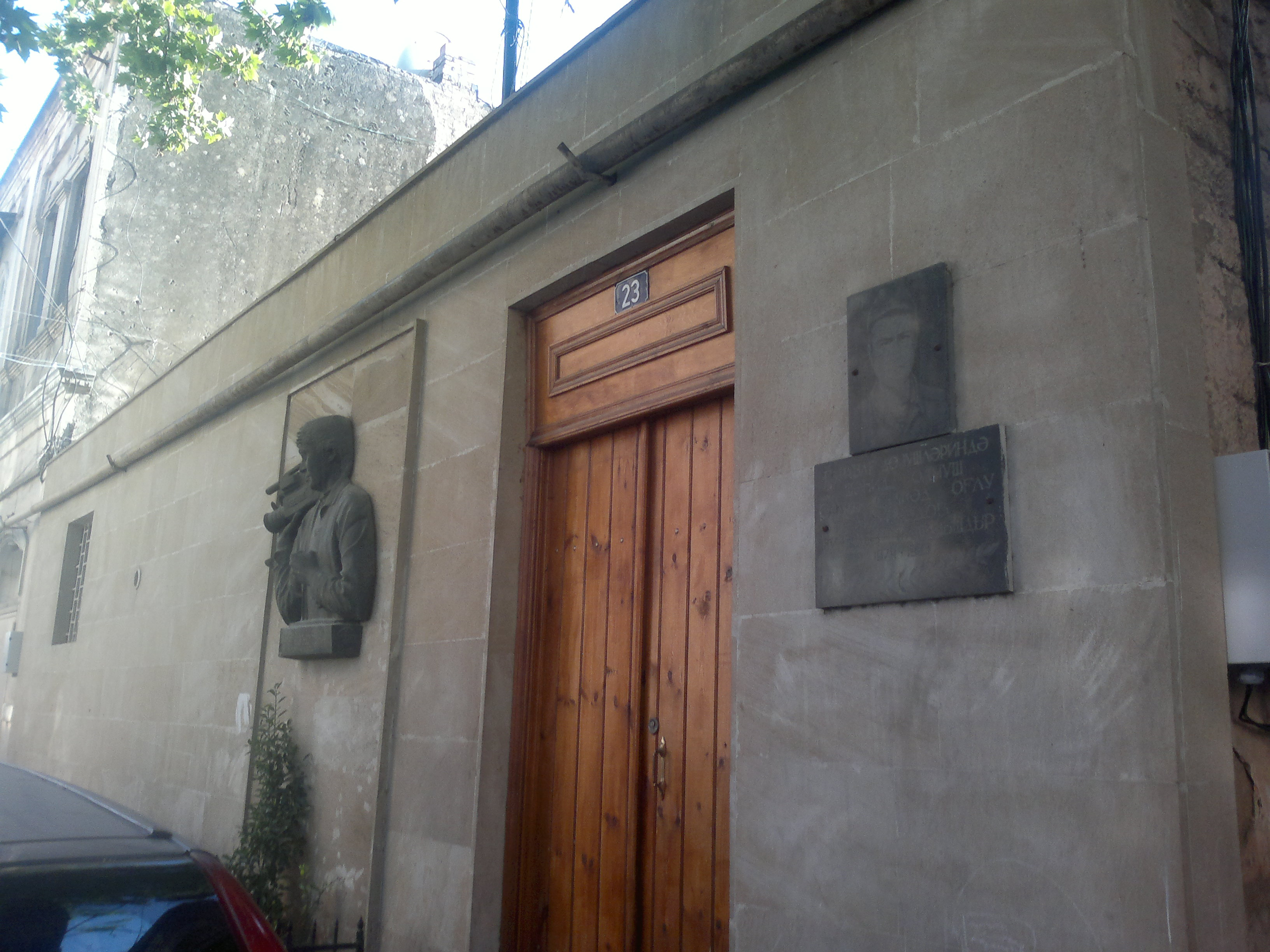
Gebäude in der Murtuza Muxtarov Straße 23, Bakı, in dem Çingiz Mustafayev wohnte

## Tod
Çingiz wurde am 15. Juli 1992, als er Kämpfe zwischen der aserbaidschanischen Armee und den  Streitkräften der Republik Arzach in der Nähe des Dorfes Naxçıvanik filmte, tödlich verwundet. Wie bereits oben erwähnt, sind sowohl Todesursache als auch Herkunft des Geschosses, das ihn wahrscheinlich das Leben kostete, nicht abschließend geklärt. Während der Einlieferung ins Krankenhaus starb er an Blutverlust. Die letzten Momente seines Lebens nahm er dabei mit seiner eigenen Kamera auf.

## Ehrungen
ANS CM 102 FM, die erste Radio Broadcasting Company im Kaukasus, wurde nach ihm benannt.

## Familie
Mustafayevs Vater war beim Militär der UdSSR beschäftigt. Seine Mutter stammte aus dem Rajon Şəki. Sie heiratete, als sie 19 Jahre alt war. Çingiz war das älteste von drei Kindern. Im Jahre 1990 heiratete er die 21-jährige Ingenieursstudentin Rəfigə Bağirova. 1991 bekamen sie einen Sohn, der nach seinem Großvater Fuad Mustafayev benannt wurde.